# E134号線
E134号線 (E134ごうせん、英: European route E134) はノルウェーにあり、ハウゲスン – ドランメンを結ぶ、欧州自動車道路のBクラス幹線道路。

## 経路

### 経過する主要都市
- ノルウェー
  - ハウゲスン
  - Haukeligrend
  - ドランメン